# Ethan Hayter
Ethan Hayter   (Londres, 18 de setembre de 1998) és un ciclista anglès que combina el ciclisme en pista amb la carretera. Actualment corre a l'equip Ineos Grenadiers. És germà del també ciclista Leo Hayter.
Hayter va començar a muntar al Velòdrom d'Herne Hill el 2012, als 13 anys. Del 2012 al 2016 va córrer pel club VC Londres. El 2016 es va incorporar a l'equip sènior de l'Acadèmia Britànica de Ciclisme, abandonant els seus estudis de grau superior per incorporar-se al programa.
Va participar en la prova de persecució per equips al Campionat del món de ciclisme en pista de 2018, on guanyà una medalla d'or. L'agost de 2018 fitxà per l'equip Team Sky com a stagiaire fins a finals d'any Aquell mes també va competir als Campionats d'Europa en Pista a Glasgow, on va guanyar medalles de bronze com a part de l'equip britànic de persecució per equips, en Madison, al costat d'Oliver Wood i un or individual en l'òmnium.
El novembre de 2019 es va anunciar que a partir del 2020 formaria part del Team Ineos, amb un contracte de tres anys. La temporada, marcada per la pandèmia de COVID-19, començà tard. Al setembre va guanyar el Giro dels Apenins, primera victòria com a professional, però una caiguda a la Gant-Wevelgem el va dur a l'hospital amb el peroné trencat.
El retorn a la competició el 2021 fou molt exitós, amb diverses victòries d'etapa en curses d'una setmana, la general de la Volta a Noruega i el Campionat del Regne Unit en contrarellotge. Als Jocs Olímpics de Tòquio guanyà la medalla de plata en la prova de madison del programa de ciclisme en pista. Va acabar la temporada al Campionat del món en pista, on es proclamà campió del món d'òmnium.
Després de guanyar la segona etapa de la Setmana Internacional Coppi i Bartali el març de 2022, Hayter va guanyar el pròleg del Tour de Romandia el 26 d'abril, la seva primera victòria en una prova de l'UCI World Tour. A l'agost va guanyar la general de la Volta a Polònia, i pocs dies després s'anuncià la renovació del contracte per l'equip Ineos fins a finals de 2024. A l'agost disputà la seva primera gran volta, la Volta a Espanya, d'on es va veure obligat a abandonar després de donar positiu per Covid.

## Palmarès

### Palmarès en ruta
- 2016
  - 1r a la Kuurne-Brussel·les-Kuurne júnior
- 2018
  - Vencedor d'una etapa a l'À travers les Hauts-de-France
- 2019
  -  Campió del Regne Unit en ruta sub-23
  - 1r a l'À travers les Hauts-de-France i vencedor d'una etapa
  - Vencedor de 2 etapes al Girobio
  - Vencedor d'una etapa al Tour de l'Avenir
- 2020
  - 1r al Giro dels Apenins
- 2021
  -  Campió del Regne Unit en contrarellotge
  -  Campió del Regne Unit de critèrium
  - 1r a la Volta a Noruega i vencedor de 2 etapes
  - Vencedor d'una etapa de la Setmana Internacional Coppi i Bartali
  - Vencedor d'una etapa de la Volta a l'Algarve
  - Vencedor de 2 etapes de la Volta a Andalusia
  - Vencedor de 2 etapes de la Volta a la Gran Bretanya
- 2022
  -  Campió del Regne Unit en contrarellotge
  - 1r a la Volta a Polònia
  - Vencedor d'una etapa de la Setmana Internacional Coppi i Bartali
  - Vencedor de 2 etapes al Tour de Romandia
  - Vencedor d'una etapa a la Volta a Noruega
- 2023
  - Vencedor d'una etapa a la Volta al País Basc
  - Vencedor d'una etapa al Tour de Romandia
- 2024
  -  Campió del Regne Unit en ruta
- 2025
  -  Campió del Regne Unit en contrarellotge
  - Vencedor d'una etapa a la Volta a Bèlgica

#### Resultats al Giro d'Itàlia
- 2025. 136è de la classificació general

#### Resultats a la Volta a Espanya
- 2022. Abandona

### Palmarès en pista

#### Jocs Olímpics
- Tòquio 2020
  -  Medalla de plata en la cursa americana, junt a Matthew Walls
  - 7è en la persecució per equips

#### Campionats del món
| Edició / Prova                 | Persecució per equips                       | Americana | Òmnium |
| Aigle 2016 (júnior)            | Bronze                                      |           |        |
| Apeldoorn 2018                 | Or (amb Emadi, Clancy i Tanfield)           |           |        |
| Pruszków 2019                  | Plata                                       | 7è        | Bronze |
| Berlin 2020                    | 5è                                          | 9è        |        |
| Roubaix 2021                   | Bronze (amb Emadi, Vernon, Wood i Tanfield) |           | Or     |
| Saint-Quentin-en-Yvelines 2022 | Or (amb Wood, Vernon i Bigham)              | Plata     | Or     |

#### Jocs de la Commonwealth
| Edició / Prova  | Persecució individual | Persecució per equips | Puntuació | Scratch |
| Gold Coast 2018 | 8è                    | Plata                 | Bronze    | 5è      |

### Campionats d'Europa
| Edició / Prova            | Persecució per equips          | Puntuació | Americana              | Òmnium |
| Montichiari 2016 (júnior) | Or (amb Walls, Wood i Wright)  |           |                        | Plata  |
| Anandia 2017 (sub-23)     | Or (amb Bostock, Holt i Walls) | Plata     |                        |        |
| Aigle 2018 (sub-23)       |                                |           | Or (amb Matthew Walls) | Or     |
| Glasgow 2018              | Bronze                         |           | Bronze                 | Or     |
| Apeldoorn 2019            | Bronze                         | 5è        |                        |        |